# 81diver
《81diver》（日語：ハチワンダイバー）是柴田ヨクサル創作的日本漫畫作品，是集英社《週刊Young Jump》在2006年所連載的第41部漫畫作品，以日本將棋為主題。並且於2008年改編為同名電視劇。將棋監修是鈴木大介八段棋士。

## 概要
原獎勵會青年菅田，受到秋葉原防禦師所引導，參與的真劍師之間的戰爭。

## 劇情綱要
主角菅田健太郎受到職業棋士的指導，而在前往職業棋士的路上受到了挫折，從此成為了只下賭棋的將棋。然而在遇到了女真劍師「秋葉原防禦師」後便不斷挫敗。而在某次對戰中，想起師父的話而潛入了棋盤中，而逆轉了棋局。在這之後...

## 登場人物
菅田健太郎（すがた けんたろう）
主角。自小學習將棋二十年，在從四段升為職業棋士時失敗，從此斷了職業的道路，獎勵會退會後以真劍賭博過日子，而在與「秋葉原防禦師」一戰中失敗後，開始朝真劍師的道路前進。在與真劍師マムシ一戰中，回憶起師父以前所說的潛入棋盤裡的一番話，而實際地「潛入了（將棋的）棋盤中」。之後，只要集中精神並且喊出（Diver），就會潛入棋盤中，並且以（81Driver，由於棋盤的格數是9×9＝81格，隱指為潛入了將棋盤中）自稱。潛入時的意識是在棋盤，棋盤是像液體一樣。常說的一句話是「我愛將棋」。與對於將棋有同樣執著的中靜楚夜，也他有好感，常常以掃除女撲的樣子出現在菅田的住宅裡。
中靜楚夜（なかしず そよ）
被稱為「秋葉原防禦師」的女真劍師，19歳，具有巨乳的體型。是「秋葉原女僕掃除俱樂部」的掃除女僕，以「牛奶」自稱。為了消滅鬼將會而訓練菅田。
神野神太郎（じんの しんたろう）
流浪漢的真劍師。名字裡有兩個「神」，所以被稱為「二こ神（にこがみ）」。
專長是以雁木陣入玉。
20年前以「雁木」戰術的使用而獲得名人戰三連勝，並且在與職業棋士的棋局中獲得勝利，在與鬼將會的棋局中失敗後逃出來，過著流浪漢的生活。20年後再度與海豚七段一戰，並獲得了獲利。
文字山次郎（もんじやま ジロー）
本行是小學生人氣漫畫家（代表作品是『なるぞうくん』）的真劍師。擅長的戰術是「穴熊」。在對局中會看到棋子擬人化，並對棋子對話來下棋。
斬野シト（きりの シト）
本行是以做人體模型的真劍師。
海豚（いるか）
七段的職業棋士。現在是七段。曾敗給二神。
澄野久摩（すみの くま）
斬野的將棋師父。擅長原始中飛車的力將棋。
マムシ
鬼將會的真劍師。空中賭博場跟菅田一戰、敗北。

## 專有名詞
真劍師（しんけんし）
真劍師参照。
鬼將會（きしょうかい）
以最強棋力的業餘棋士所組成的一個團體，以打倒職業棋士為目地。

## 電視劇
從2008年5月3日開始播放，至7月19日為止，在富士電視台的週六電視劇中，毎週的23:10～23:55（JST）播放。溝端淳平是首次擔任主角。

### 演員

#### 主要
- 菅田健太郎：溝端淳平
- 中静楚夜：仲里依紗
- 六車里花（むぐるま りか）：安田美沙子

菅田的鄰居。實際上是菅田小時候的同學。一心想要當演員。
- 飛鷹安雄（ひだか やすお）：富澤岳史（サンドウィッチマン）

凄腕の真劍師と呼ばれている。角田的大哥。
- 角田吾郎（かくた ごろう）：伊達幹生（サンドウィッチマン）

チンピラの真劍師。里花のことが好きで携帯電話のメールアドレスを入手するが、全く相手にされない。
- 月島美咲（つきしま みさき）：木下優樹菜

秋葉原將棋道場的店主文郎的女兒。實際上是鬼將會的成員之一。
- 月島文郎（つきしま ふみお）：渡辺哲

秋葉原将棋道場的店長。鬼將會大將的舊友，女兒對鬼將會的事很了解。
- 鈴木步人（すずき ふひと）：小日向文世

菅田的原師父。是八段的職業棋士。凪死亡的那一天，與桐岮對局輸棋。

#### 次要
- 神野神太郎：大杉漣（第2～3話、第6話）
- 文字山次郎：劇團一人（第3～5話）
- 斬野シト：京本政樹（第5～7話）
- 菅田步美（すがた あゆみ）：大政絢（第6話～）

菅田的妹妹。因為父親被鬼將會傷害而想要報復。
- 御門（みかど）：ふくまつみ（第9話～）

鬼將會的保母。看起來是普通的家庭主婦，手腕非常有力。知道桐嶋在「關原對局」對理由。
- 桐嶋清十郎（きりしま せいじゅうろう）：石橋蓮司（第9話～）

鬼將會的大將、楚夜的父親。「關原對局」勝利之後被警察逮捕，出獄後成立了鬼將會。
擅長的戰術是以千里眼看透棋局的發展。
- 旁白：池田秀一

#### 客串
- マムシ：姜暢雄（第2話）
- 桂（かつら）：デビット伊東（第2話、ドラマオリジナル）

真劍師。與菅田賭了十萬元。
- 海豚一郎（いるか いちろう）：池田鉄洋（第3話、第6話）
- 春日京介（かすが きょうすけ）：袴田吉彦（第8話、ドラマオリジナル）

智也的兄長，是位陶藝家。春日兄弟都是有名的藝術家，實際上是鬼將會的真劍師。
與菅田賭解毒濟。
- 春日智也（かすが ともや）：忍成修吾（第8話、ドラマオリジナル）

花藝家。與兄長喝下毒藥來賭博。
擅長以力將棋「銀冠的小部屋」的戰術來應戰。
- 粕谷義英（かすや よしひで）：鶴野剛士（第1話、第9話）

獎勵會時代跟菅田同期的職業棋士。在鬼將會裡打工。
- 桐嶋凪（きりしま なぎ）：戶田菜穗（第10話）

楚夜16年前去世的母親。
- 電視劇的監督：森本利奧（第11話）

### 幕後人員
- 原作：柴田ヨクサル（集英社〈YOUNG JUMP COMICS〉刊）
- 腳本：古家和尚
- 音樂：澤野弘之
- 將棋監修：鈴木大介八段
- 將棋指導：大平武洋五段、戶邊誠四段、佐藤天彦四段
- 協助：社團法人日本將棋連盟
- 企劃：東康之
- 導演：水田成英、松山博昭、八木一介
- 製作：富士電視劇製作小組

### 主題曲
- 新垣結衣「Make my day」

### 播放記錄
| 各話                                                            | 播放日        | 副標題（日文） | 副標題（中文）                                                 | 導演     | 收視率 |
| --------------------------------------------------------------- | ------------- | -------------- | -------------------------------------------------------------- | -------- | ------ |
| 第一話                                                          | 2008年5月3日  |                | 輸棋的大逆轉DIVER覺醒                                          | 水田成英 | 6.8%   |
| 第二話                                                          | 2008年5月10日 |                | 今晚巨乳女僕的秘密是... 對戰、逆轉開始                         | 水田成英 | 7.6%   |
| 第三話                                                          | 2008年5月17日 |                | 傳說中的人，二神登場 真劍三次勝負開始!!                        | 松山博昭 | 11.0%  |
| 第四話                                                          | 2008年5月24日 |                | 第二個真劍師是...超熱門的漫畫家 文字山次郎登場                 | 松山博昭 | 8.4%   |
| 第五話                                                          | 2008年5月31日 |                | 文字山衝擊的結束 第三個男人登場                                | 水田成英 | 8.3%   |
| 第六話                                                          | 2008年6月14日 |                | 傳說的男人，二神再度登場! 衝擊的過去...菅田成為了弟子          | 八木一介 | 7.8%   |
| 第七話                                                          | 2008年6月21日 |                | 從超美形的男人中奪回喜歡的防禦師 菅田的妹出場...家族的秘密公開 | 水田成英 | 9.5%   |
| 第八話                                                          | 2008年6月28日 |                | 這就是鬼將會! 藝術家兄弟的超然世界                             | 松山博昭 | 6.9%   |
| 第九話                                                          | 2008年7月5日  |                | 大將是誰？錯愕的鬼將會本部突入                                 | 水田成英 | 9.4%   |
| 第十話                                                          | 2008年7月12日 |                | 進入鬼將會最後回合!                                            | 松山博昭 | 8.9%   |
| 最終話                                                          | 2008年7月19日 |                | 最終回! 再見了81DIVER                                          | 水田成英 | 8.3%   |
| 平均收視率 8.4%（收視率為日本關東地區由Video Research公司調查） |               |                |                                                                |          |        |

## 作品的變遷
| 富士電視台系列 週六連續劇         | 富士電視台系列 週六連續劇         | 富士電視台系列 週六連續劇 |
| --------------------------------- | --------------------------------- | ------------------------- |
|                                   | 81diver （2008.5.3 - 2008.7.19）  |                           |
| 人生補時 （2008.2.2 - 2008.4.19） | 33分偵探 （2008.8.2 - 2008.9.27） |                           |

## 外部連結
- S-MANGA.NET - 漫畫：81DIVER（页面存档备份，存于）（日語）
- 電視劇官方網站（日語）